# Requiem for a Dream (film)
Requiem for a Dream is een Amerikaanse film uit 2000 geregisseerd door Darren Aronofsky. Het is een verfilming van de gelijknamige roman uit 1978 geschreven door Hubert Selby Jr.. De hoofdrollen daarin worden gespeeld door Ellen Burstyn, Jared Leto, Jennifer Connelly, en Marlon Wayans. Burstyn werd voor haar rol in de film genomineerd voor de Academy Award voor Beste Actrice.
De film toont de verschillende vormen van verslaving, die ervoor zorgen dat de personages als het ware worden opgesloten in een droomwereld van desillusies en wanhoop. Deze droomwereld wordt vervolgens overgenomen en verwoest door de realiteit.

## Verhaal
Requiem for a Dream is het verhaal over het leven van verschillende drugsgebruikers. Het verhaal draait rond Sara Goldfarb, haar zoon Harry, Harry's vriendin Marion en zijn beste vriend Tyrone. Harry is een fervent gebruiker van heroïne, die zijn dagen vult door samen met zijn joodse vriendin Marion en zijn Afro-Amerikaanse makker Tyrone geld te verdienen om hun verslavingen te financieren. Harry wil het geld ook gebruiken om zijn droom voor Marion, een kledingwinkel met haar eigen ontwerpen, te financieren.
Sara Goldfarb is een vereenzaamde weduwe en de moeder van Harry. Ze vult haar dagen vooral met televisie kijken. Op een dag wordt ze opgebeld door iemand van een tv-programma, die haar vertelt dat ze is geselecteerd als kandidate om in een uitzending te verschijnen. Dit geeft haar de moed om weer de trotse en knappe vrouw te worden die ze eens was. Ze wil koste wat het kost afslanken om weer in de jurk te passen die haar overleden man zo mooi vond. Een dokter schrijft haar speed voor, onder het mom van vermageringspillen. Ze vermagert, maar ze raakt ook al snel verslaafd. Ze krijgt hallucinaties en verzakt in een staat van labiliteit.
Intussen dealen Harry en Tyrone drugs om aan geld te komen. Na een tijdje heerst er in de stad een hevige drugsschaarste. Tyrone en Harry zijn genoodzaakt om een lange reis te maken naar Florida. Harry's arm, waarin hij heroïne injecteert, raakt ernstig ontstoken. Tyrone brengt hem naar het ziekenhuis, waar ze echter worden opgepakt wegens drugsbezit. Marion is intussen nog steeds in de stad. Het afkicken van de drugs valt haar zwaar, en ze neemt drastische maatregelen. Ze bedrijft seks met een seksverslaafde man, die haar betaalt met drugs. Ook nodigt hij haar uit op een seksfeest bij hem thuis waar ze een vernederende show moet opvoeren om geld te verdienen.
Uiteindelijk wordt Sara opgenomen in een psychiatrisch ziekenhuis, verloren in haar geestelijke instabiliteit. Tyrone zit in de gevangenis, afkickend van de drugs. Harry verliest zijn ontstoken arm.

## Inhoud

### Vertelinstantie
Er is geen centrale hoofdfiguur. De gebeurtenissen volgen elkaar op en nemen het standpunt van de verscheidene personages aan.

### Plaats
Het verhaal speelt zich voor het grootste deel af in Coney Island. Twee personages reizen ook naar Miami, in de hoop daar drugs te kopen.

### Tijdsduur
Er wordt geen datum vermeld. Het begint waarschijnlijk enkele jaren nadat Harry afgestudeerd is, maar hoe oud hij is, is onbekend. Het eindigt wanneer de personages vermoedelijk geen mogelijkheden meer hebben om hun dromen tot stand te brengen. De enige aanduidingen zijn de verdelingen onder Summer, Fall en Winter.

## Personages

### Hoofdrollen
| Acteur         | Personage         | Omschrijving |
| -------------- | ----------------- | --- |
| Sara Goldfarb  | Ellen Burstyn     | Deze vereenzaamde weduwe heeft eigenlijk geen redenen meer om te leven: ze woont alleen en wordt oud. Haar zoon Harry komt langs, maar vooral om haar televisietoestel te verpanden om de aankoop van drugs te financieren. Niettemin verzet Sara zich niet: Harry is haar enige kind, ze wil niets liever dan trots op hem te kunnen zijn. Over het algemeen is Sara naïef in de relatie met haar zoon, maar ook met andere mensen, in het bijzonder haar arts. Omdat ze wil afvallen, schrijft haar dokter haar verschillende drugs voor. Ze vermagert en raakt zonder volledige realisatie al snel verslaafd aan de drugs. Haar zoon Harry waarschuwt haar voor de gevaarlijke drugs die ze gebruikt, maar het deert haar niet. Het is wat haar gelukkig maakt, hetgeen waarvoor ze leeft. Het betekent tegelijk ook haar ondergang. Ze belandt in de psychiatrie. |
| Harry Goldfarb | Jared Leto        | Hij versterkt de band tussen zijn moeder, zijn vriendin Marion en zijn kameraad Tyrone. Nooit in zijn leven heeft iemand Harry begeleid, ten gevolge waarvan hij geen zelfvertrouwen heeft, er hem discipline ontbreekt. Niemand heeft ooit geprobeerd hem opnieuw op het goede spoor te zetten. |
| Marion Silver  | Jennifer Connelly | Ze is de geliefde van Harry Goldfarb. Marion is van joodse afkomst. Haar ouders onderhouden haar financieel, maar zijn emotioneel niet in staat haar te begeleiden, om haar lief te hebben. Ze kreeg in haar jeugd erg weinig aandacht van hen. Dit maakt haar zeer kwetsbaar, zij is niet in staat om de verleidingen van drugs te weerstaan. |
| Tyrone C. Love | Marlon Wayans     | Tyrone is Harry's maatje en het omgekeerd pendant van Marion: zijn moeder was een arme Afro-Amerikaanse vrouw die wel in staat was tot liefhebben. Het maakte Tyrone's moeder niet uit of hij rijk of succesvol zou worden, maar Tyrone denkt dat rijk worden (door drugs te dealen) de enige manier is om zijn overleden moeder trots te maken. |

### Nevenpersonages
Misschien hebben ze geen belangrijke rol, maar hun verband met de hoofdpersonages verduidelijken de persoonlijkheden van deze laatstgenoemden
| Acteur            | Personage            | Omschrijving |
| ----------------- | -------------------- | --- |
| Tappy Tibbons     | Christopher McDonald | Zijn uitzending heeft ten doel de kijkers hersenloos te maken. Ze worden ook gestimuleerd om altijd meer te kopen (consumptiemaatschappij). Tappy Tibbons is dus een van de vele Amerikaanse predikanten die uit alle macht proberen het publiek voor te schrijven hoe te leven. |
| Arnold the Shrink | Sean Gullette        | Deze zelfingenomen man is de therapeut van Marion. Het is tussen Arnold en Marion aangenomen dat zolang zij seks met hem heeft, hij de ouders van Marion niet op de hoogte brengt dat ze niet meer behandeld wordt. |
| Big Tim           | Keith David          | Hij is een onverbloemd man (niet in de goede zin van het woord). Hij is geen junk, maar is toch aan iets verslaafd: vrouwen, met name seks. In ruil voor seks geeft hij drugs aan de vrouwen. Hij weet dus precies hoe een drugsverslaafde reageert. Maar hij heeft toch de overhand want de vraag naar drugs ligt uiteraard veel hoger dan zijn vraag naar seks. M.a.w. mocht Marion niet zijn zin doen, dan krijgt ze niks, want er is een ongelooflijk tekort aan drugs in de stad. |

### Cameo's
Ze hebben geen essentiële rol, maar zijn toch buitengewone figuranten.
| Acteur              | Personage       | Omschrijving |
| ------------------- | --------------- | --- |
| Hubert Selby Jr.    | Cipier          | Hubert Selby Jr. is de schrijver van het boek Requiem for a Dream, die een figurantenrol vertolkt. Hij speelt de rol van een racistische cipier die de Afro-Amerikaanse Tyrone de afgrijselijkste verwijten naar zijn hoofd slingert. |
| Charlotte Aronofsky | Mrs. Miles      | Ze is een van de talrijke oude vrouwen die in hetzelfde gebouw wonen als Sara, gespeeld door een familielid van de regisseur. |
| Abraham Aronofsky   | Man in de trein | Hij is de man in de metro aan wie Sara vraag of hij Maylin & Block kent, tevens gespeeld door een familielid van Aronofsky. |
| Darren Aronofsky    | Feestganger     | De filmmaker heeft zichzelf ook een figurantenrol toegewezen: hij speelt een gast op het seksfeestje van Big Tim. |
| Mark Margolis       | Reparateur      | Hij is degene die in het begin van de film de TV van Sara repareert. |

## Cinematografische kenmerken
Aronofsky heeft zijn eigen manier van filmen. Hij gebruikt bijvoorbeeld zeer vaak close-ups. In ieder geval heeft elke beweging van de camera (of opeenvolging van opnamen) een invloed op de sfeer van de film. Hier volgt een lijst met de meeste herkenbaar gebruikte technieken:

### SnorriCam
De SnorriCam is een techniek waarbij een camera aan iemands lichaam wordt vastgemaakt, met de camera gericht op de desbetreffende persoon. Door deze techniek krijgt de acteur een vaste plek in het beeld en lijkt het dat alleen de achtergrond beweegt. Door deze subjectieve cameravoering wordt het gevoel van gevangenschap geïllustreerd voor de kijker.

### Milo camera
De Milo camera is een camera die op rails wordt vastgemaakt en die geprogrammeerd kan worden: na een aantal minuten gaat de camera een aantal cm voor (of achteruit) en neemt dan een foto. Dan worden de beelden met de gewone snelheid vertoond, te weten 24 per seconde. De scène gemaakt door middel van de Milo camera heeft een zeer duidelijk doel: tonen dat Sara de grip op de realiteit kwijtraakt vanwege het gebruik van amfetamines.

### Hip Hop montage
De Hip Hop montage is een montagefilmtechniek die een moeilijke handeling opheldert dankzij geluidseffecten en een snelle opeenvolging van gewone daden. De voorbeelden in de videobestanden betreffen het drugs gebruiken en het dealen. Nochtans er zijn nog twee goede illustraties in de film:
- Sara drinkt grote hoeveelheden koffie: in een close-up zien we haar mond die de vloeistof inslikt. Dezelfde scène wordt achter elkaar gespeeld.
- Sara heeft een obsessie: het briefje van haar favoriete uitzending. Daarom checkt zij vaak haar postbus. Opnieuw wordt dezelfde scène herhaaldelijk (in een paar seconden) gespeeld.

### Split screen
De naam van Split screen is begrijpelijk: het beeld wordt in meerdere delen verdeeld. Het kan in tweeën zijn (het meest gangbaar), in drie, in vier, enz. Zo krijgt de werkelijkheid een andere dimensie. Er is meer dan één standpunt (het menselijk oog): de werkelijkheid (in het kader van de film) is meerdimensionaal. De Split screen kan hetzij twee standpunten (twee personages) tonen, hetzij een indicatie over het verschijnend personage geven. De Split screen tijdens welke Harry het televisietoestel van Sara steelt (in het videobestand) helpt de kijker de denkbeelden van beiden personages begrijpen. De Split screen waarin Harry en Marion samen op een bed zitten (ook in het videobestand), maakt duidelijk dat hoewel ze samen zijn, ze toch alleenstaand blijven.

### Jump cut
Een jump cut is het weglaten van een stap midden in een handeling, zodat alleen het begin en het eind van de handeling verschijnt. Tijd wordt dus onderbroken, wat verwart. De uitwerking kan variëren. In de film was onder andere deze jump cut te zien:
- Harry en Tyrone dealen, en steken het geld in "the money box". Om de film vlot te houden ziet de kijker de bundel dollars zich ophopen in de schoenendoos.

### Dagdroom
De dagdroom is een droombeeld dat of een hersenschim die een persoon kan hebben terwijl hij of zij wakker is. Een dagdroom kan over spontaan en onberekenbare gedachten gaan. Deze gedachten hebben vaak geen verband met de situatie waarin de persoon zich bevindt. Dagdromen kunnen ook gericht zijn op aanstaande plannen of op herinneringen van het verleden. Vaak hebben ze met gevoelens te maken. De uitwerking is meestal de gevoelens van het personage in kwestie laten zien. In de film waren onder andere deze onderstaande dagdromen te zien:
- Tyrone herinnert zich zijn moeder. Ze staat centraal in zijn droom. Dankzij de wazige omtrek is het duidelijk dat het over een herinnering gaat.
- Marion slaat de vork in de hand van Arnold. Haar gevoel is ongetwijfeld haat, en haar belediging tegen hem is dan ook logisch.

## Soundtrack
De muziek is gecomponeerd door Clint Mansell, de componist met wie regisseur Darren Aronofsky graag samenwerkt. De soundtrack werd uitgevoerd door The Kronos Quartet, bestaande uit twee violisten, een altviolist en een cellist. Mansell maakte ook de soundtracks van π en The Fountain, de twee vorige films van Aronofsky. De soundtrack is instrumentaal en bestaat uit vele korte nummers.

## Bekroningen
- Best Actress van Independent Spirit Award voor Ellen Burstyn.
- Best Actress van Chicago Film Critics Association voor Ellen Burstyn.
- Best Supporting Actress (Runner-up) van Toronto Film Critics Association voor Ellen Burstyn.
- Best Cinematography van Independent Spirit Award voor Matthew J. Libatique.
- Special Mention for Excellence in Filmmaking van National Board of Review.
- AFI's Top 10 Films of the Year van American Film Institute.

## Noot
1. ↑  (en) Requiem for a Dream :: rogerebert.com :: Reviews